# Bohanna Stables

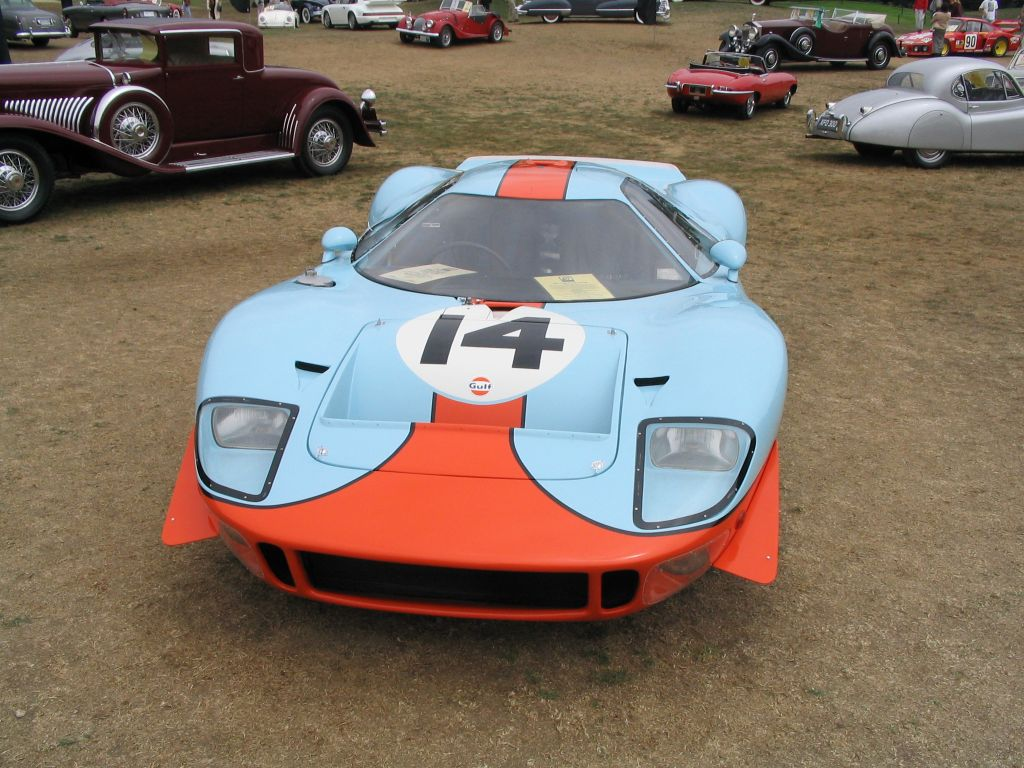
1966/67: Ford GT40 in der aerodynamisch verbesserten „Mirage“-Leichtbauversion – eines der ersten Fahrzeuge, an denen Peter Bohanna als Techniker mitarbeitete

Die Bohanna Stables Ltd. war ein unabhängiges englisches Büro für Automobildesign und Fahrzeugkonstruktionen.
Sitz der 1972 gegründeten und 1977 aufgelösten Firma war High Wycombe in Buckinghamshire, England westlich von London; Gründer und Eigentümer waren Peter Bohanna und Robin Stables. 1972 stellten sie den Mittelmotor-Prototyp Diablo vor, aus dem später bei dem Traditionsunternehmen AC Cars Ltd. (bekannt durch die AC Cobra aus den 1960er-Jahren) das Modell AC 3000ME entstand. In den Jahren 1975 bis 1977 stieg die Bohanna Stables Ltd. mit dem in Kleinserie, überwiegend als Kit Car gefertigten Freizeitmobil BS Nymph kurzzeitig zum selbständigen Fahrzeugproduzenten auf.

## Die Inhaber

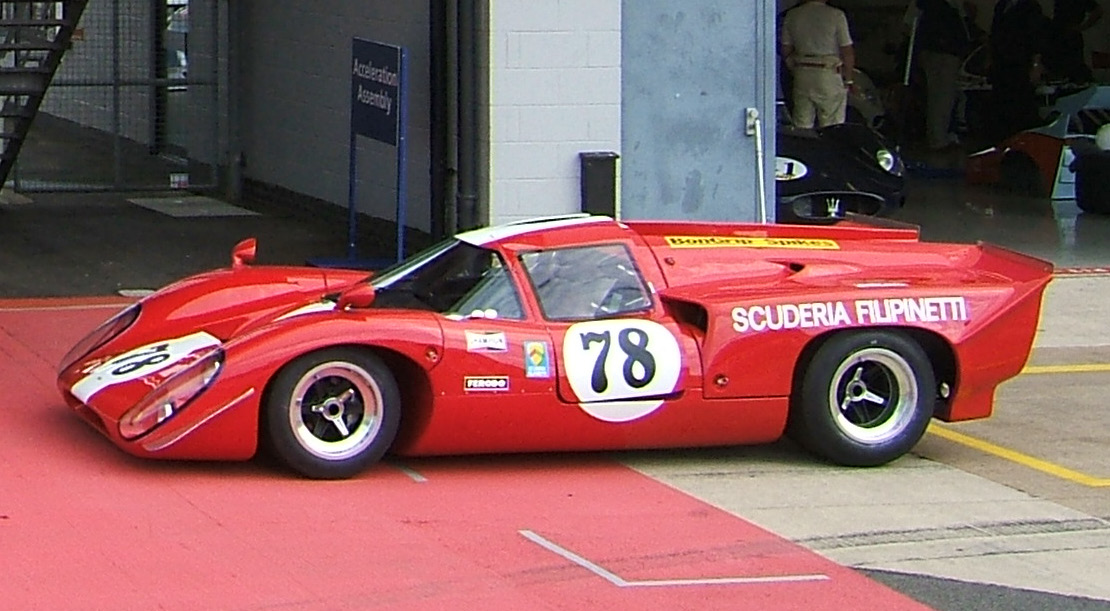
1967: Lola T70 Mk.III – das Fahrzeug, bei dessen Entwicklung sich die Konstrukteure Peter Bohanna und Robin Stables kennenlernten

Robin Stables betrieb Anfang/Mitte der 1960er-Jahre einen Handel mit Fahrzeugen der Marke Lotus, ehe er in das Konstruktionsbüro des Sport- und Rennwagenherstellers Lola eintrat.
Peter Bohanna begann seine berufliche Karriere als Bootsbauer, wo er bei der Gestaltung und dem Bau von Bootsrümpfen und -aufbauten die Arbeit mit Glasfaserverstärktem Kunststoff (GFK) erlernte. Von dort wechselte er als Techniker zu Ford Advanced Vehicle Operations (AVO) (einer damaligen Motorsportabteilung von Ford) nach Slough westlich von London, um für die Rennsportsaison 1967 an der aerodynamisch verbesserten Mirage-Leichtbauversion des Ford GT40 mitzuarbeiten. Es folgten Windkanaltests für das Alan-Mann-Racing-Team (damals von Ford werksunterstützt). Ferner entwarf Bohanna 1967 im Auftrag von Ford/AVO stark verbreiterte bauchige vordere und hintere Kotflügel für die anstehende Rallye-Version des Ford Escort ’68 nach dem Gruppe 2-Reglement. Von manchen wurden sie mit dem Hinweis verspottet, sie glichen den Kotflügelverbreiterungen, wie sie Ford an der Hinterachse der mit Zwillingsreifen versehenen Ford-Transit-Transporter verwendete; tatsächlich trugen sie dazu bei, das FIA-Regelwerk auszureizen und mittels verbreiterter Spur sowie breiterer Reifen auf Leichtmetallrädern ab 1968 Erfolge bei den Rallyeveranstaltungen gegen zum Teil leistungsstärkere Konkurrenz zu erzielen. 1967 wechselte Bohanna als Karosserietechniker zu Lola, wo er insbesondere für die Gestaltung des berühmten T70 Mk.III-Flügeltürercoupés mitverantwortlich war (zusammen mit Jim Clarke und Technikern der auf Kunststoffverarbeitung spezialisierten Firma Specialised Mouldings). Bei Lola traf der damals 27-Jährige auf den ein Jahr älteren Robin Stables, seinen späteren Kompagnon.
Ab 1970 und während der Anfangsjahre der Bohanna Stables Ltd. entwarf Peter Bohanna parallel bis 1974 für den englischen Hersteller Royale gemeinsam mit Mike Smith diverse Rennwagenmodelle vor allem für die Formel Super V, aber auch die Formel 2, Formel 3 und Formel Atlantic, ehe ihnen dort die später in der Formel 1 erfolgreichen Designer Rory Byrne 1975 und Pat Symonds 1979 nachfolgten.

## Erste eigene Entwürfe für Mittelmotor-Sportwagen

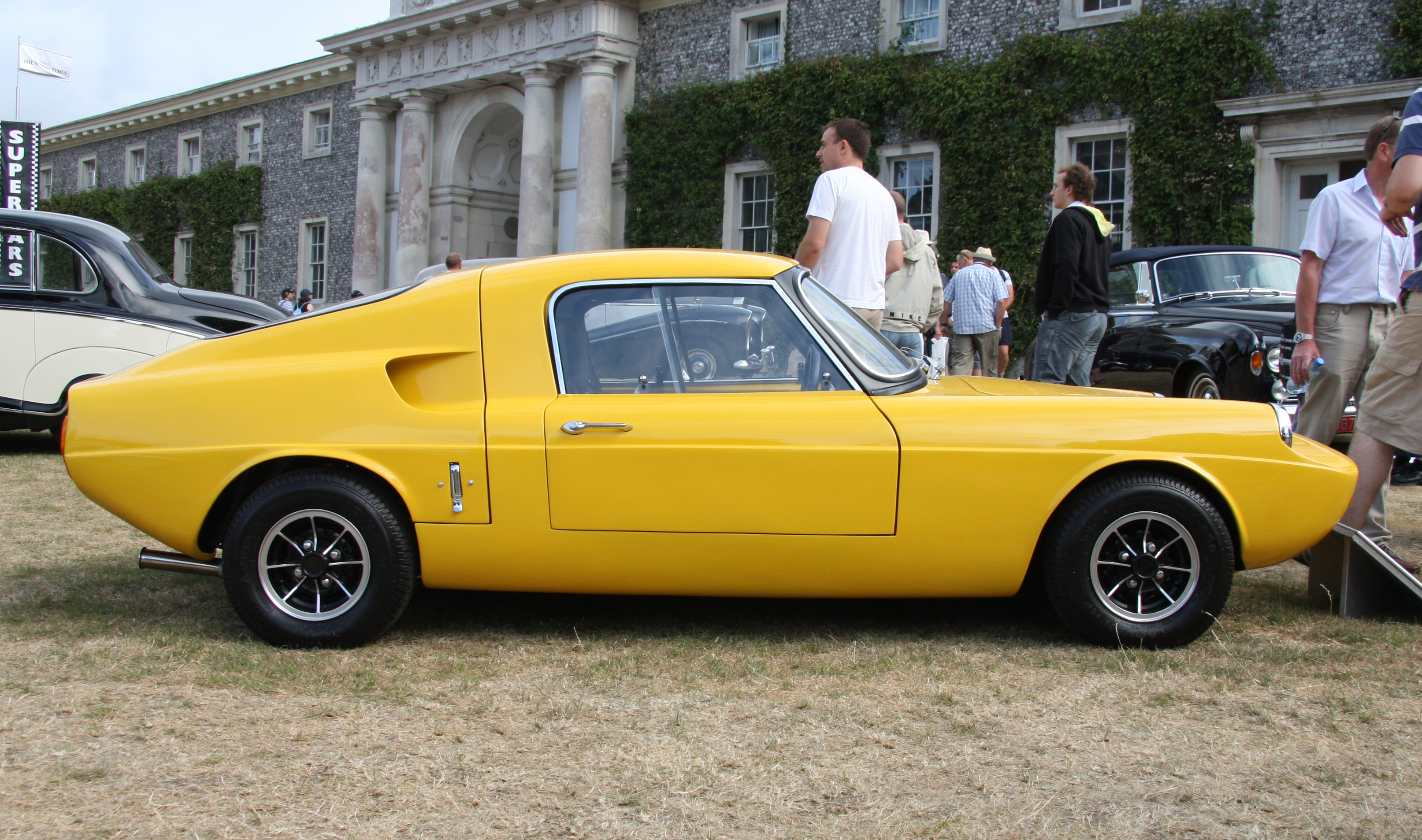
1967: Unipower GT – ein seit 1966 gebauter Mittelmotorsportwagen auf Basis des Mini Cooper für die Straße und den Rennsport; Bohanna und Stables entwarfen 1968 in Kooperation mit dem Hersteller einen Nachfolger, der letztlich nicht in Serie ging

Aus dem Rennsport kannten Bohanna und Stables bereits das Mittelmotor-Konzept sowie die Arbeit mit Kunststoffkarosserien und Gitterrohrrahmen. Davon inspiriert begannen sie mit Überlegungen, einen eigenen leichten Sportwagen mit diesen Konstruktionsprinzipien für die Straße zu entwerfen. Das Mittelmotorprinzip war 1967/68 für Straßenfahrzeuge noch sehr ungewöhnlich. In größeren, zumindest drei- bis vierstelligen Stückzahlen produzierten beispielsweise nur Marken wie Matra mit dem Djet (ab 1962) bzw. dem Nachfolger M 530 (ab 1967), Lotus mit dem Europa (ab 1967; zunächst nur für den Export nach Kontinental-Europa und nur mit dem Motor des Renault 16 TS), De Tomaso mit dem Vallelunga (ab 1965) und dem Supersportwagen Mangusta (ab 1966) oder Lamborghini mit dem Supersportwagen Miura (ab 1966). Ihren Plan setzten Bohanna und Stables zunächst in ihrer abendlichen Freizeit nach der gemeinsamen Arbeit bei Lola um.
So entstand 1968 unter Federführung von Peter Bohanna der Entwurf eines eigenen kleinen, leichten Mittelmotorsportwagens mit dem Motor und der weiteren Mechanik des Mini Cooper; kompakt und sehr niedrig war er für die Nutzung der 970 bis 1275 cm³ großen Motoren (ggf. in leistungsgesteigerter Form) sowohl für die Straße als auch den Rennsport konzipiert. Als Unipower GT Mk.2 hätte er den Unipower GT ablösen sollen, gleichfalls ein kompakter, sehr niedriger Mittelmotorsportwagen auf Basis des Mini Cooper, der ab 1966 in geringer Auflage von insgesamt ca. 75 Exemplaren gebaut worden war (davon 20 als besondere Leichtgewichts-Wettbewerbsversionen), zunächst bei der Firma Universal Power Drives Ltd., dann ab 1968 von dem Rennfahrer Piers Weld-Forrester und dem früheren Rennfahrer Bernie Unger mit der Firma U.W.F. (Unger, Weld-Forrester). Zu einer Produktion des Unipower GT Mk.2 kam es letztlich nicht: Aus Kostengründen, wegen des relativ guten Erfolgs des ursprünglichen Unipower GT sowie im Hinblick auf Planungen für größere Modelle setzte U.W.F. die Produktion des ursprünglichen Modells über 1968 hinaus bis 1970 fort.
1968 und 1969 waren Bohanna und Stables nochmals in die Planungen Weld-Forresters eingebunden: Dieser vergab Entwicklungsaufträge für zwei neue Modelle, zum einen an ein anderes Konstruktionsbüro für einen Sportwagen mit dem in der Planung befindlichen 3,0-l-V8-Motor des Triumph Stag, zum anderen an Bohanna und Stables für einen zweisitzigen Mittelmotor-Sportwagen mit einem von British Leyland neu geplanten 2,2-l-Sechszylinder-Reihenmotor. Bei dem letztgenannten Modell blieb es – wie schon beim Unipower GT Mk.2 – bei produktionsreifen Entwürfen; zu einer Serienfertigung kam es nicht, da sich zum einen die Fertigung des vorgesehenen 2,2-l-Sechszylinders bei British Leyland bis 1972 verzögerte, ehe die Modelle Austin 2200, Morris 2200 und Wolsley Six vorgestellt wurden, zum Zweiten, weil letztlich offenblieb, wie die kleine Firma von Unger und Weld-Forrester die Kosten einer Serienfertigung hätte aufbringen können, zum Dritten, weil diese beiden Firmeninhaber die von ihnen als Abenteuer verstandene Automobilproduktion 1970 einstellten, um sich wieder verstärkt eigenen Rennfahreraktivitäten bzw. der Leitung von Rennteams zu widmen.

## Der Mittelmotor-Prototyp „Diablo“

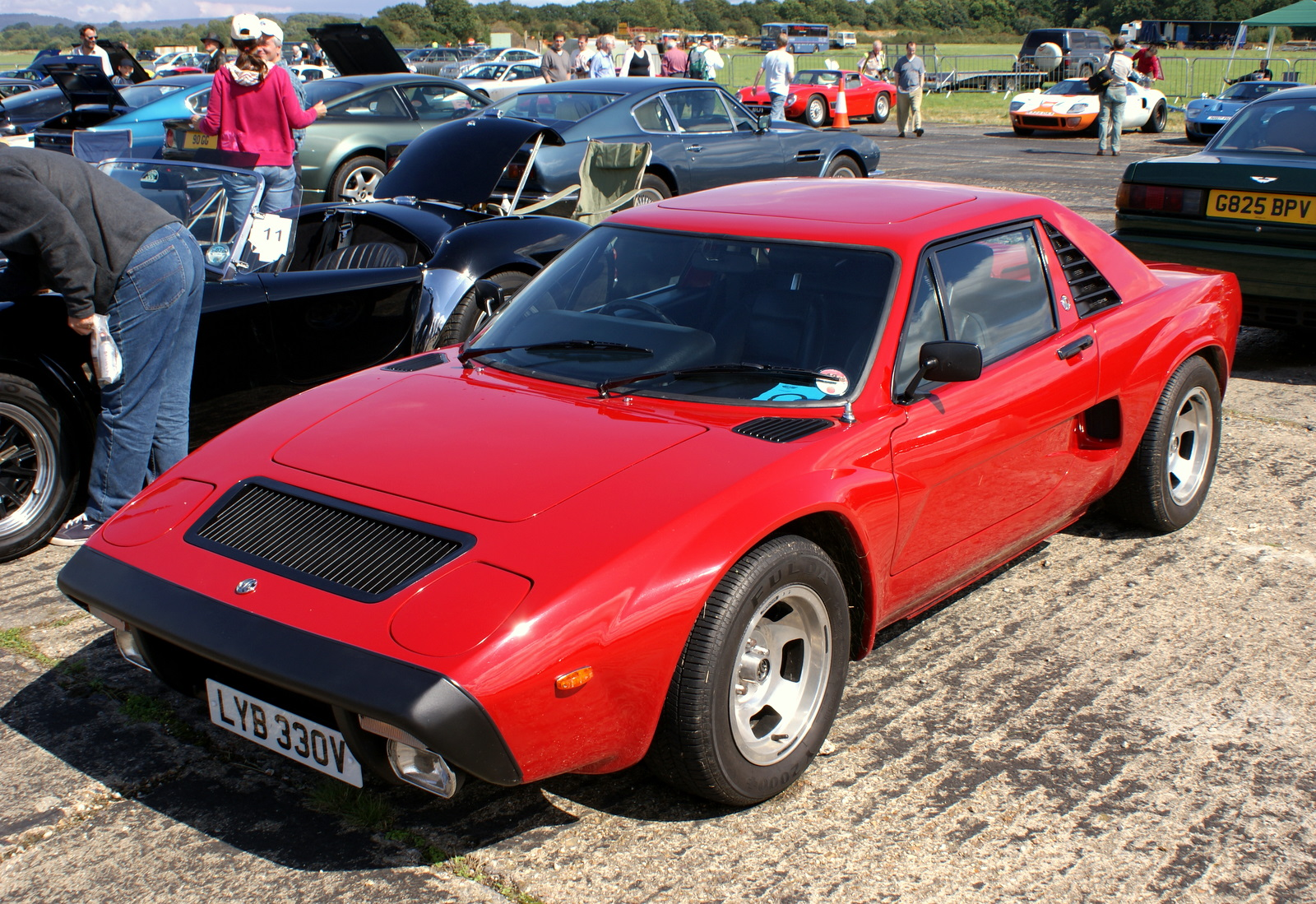
1979: AC 3000ME – das Fahrzeug, das der Traditionshersteller AC, ausgehend vom Mittelmotor-Prototyp „Diablo“ von Bohanna und Stables, nach sechsjähriger Entwicklungszeit schließlich in Kleinserie produzierte

Bohanna und Stables, inzwischen als freiberufliche Designer und Techniker in einfachsten Räumlichkeiten in einem Vorort von High Wycombe ansässig, waren von ihrem größeren Modell so überzeugt, dass sie die weiteren Planungen auf eigene Kosten selbst übernahmen, so den Wechsel auf die verfügbare Motor-/Getriebeeinheit des Austin Maxi, die Überarbeitung des Antriebs und des Gitterrohrrahmens sowie Änderungen am Karosseriedesign. Auch änderten sie die Entwurfspläne so um, dass eine Vermarktung sowohl als Kit Car, also Bausatzfahrzeug, als auch als Fertigfahrzeug möglich war.
1971 traten sie mit ihren Entwurfsplänen erstmals an den Traditionshersteller AC Cars Ltd. heran, der sich jedoch zu diesem Zeitpunkt noch nicht für eine Übernahme des Projekts entscheiden konnte.
Bohanna und Stables wollten das Fahrzeug unbedingt zur Serienfertigung bringen, einerseits, weil sie bislang derart viel Zeit und Geld in ihr Projekt investiert hatten, dass ein Aufgeben kaum vertretbar war, andererseits, um durch ein in Serie gefertigtes Fahrzeug das notwendige Renommee für benötigte Folgeaufträge zu erlangen.
1972 gründeten sie deshalb die Bohanna Stables Ltd.: Ihr Vorhaben sollte professionalisiert und ein fahrfähiges Musterfahrzeug im Originalmaßstab gebaut werden. Bohanna investierte seine Einnahmen aus der Zusammenarbeit mit dem Rennwagenhersteller Royale, Stables verkaufte seine private AC Cobra.
Ende 1972 konnte die Bohanna Stables Ltd. auf der Racing Car Show in London neben dem Lola-Stand ihren fahrfähigen Prototyp, nun Diablo genannt, mit quer hinter den Sitzen eingebautem 1,5-Liter-Vierzylinder-Reihenmotor und Getriebe des Austin Maxi vorstellen. Presse und Publikum nahmen das Fahrzeug aufgrund des modernen Mittelmotorkonzepts sowie des sportlichen Äußeren sehr positiv auf.
Die Überlegung der Bohanna Stables Ltd., den Mittelmotorsportwagen mit Kooperationspartnern als Kit Car selbst herzustellen, scheiterte an Finanzierungsfragen. Hingegen führten Kontaktaufnahmen zu TVR und nochmals zu AC Cars zum Erfolg; Letzterer erwarb die Pläne sowie den Prototyp, auch einigte man sich (vor-)schnell auf die Produktion einer Kleinserie von 20 Fahrzeugen wöchentlich. Hierzu kam es jedoch nicht, weil British Leyland (als Muttergesellschaft von Austin) die Lieferung der Motoren und Getriebe verweigerte.
In der Folgezeit entwickelte AC gemeinsam mit Bohanna und Stables, die als Berater befristet in das AC-Konstruktionsbüro wechselten, den Diablo zum Prototyp AC ME 3000 weiter, der 1973 auf der Earls Court Motor Show in London als (noch nicht fahrbereite) Designstudie präsentiert wurde: Das Design war überarbeitet worden; als Motor war – wegen der guten Kontakte der Firma AC zu Ford – ein quer hinter den Sitzen eingebauter 3,0-l-Ford-Essex-V6-Motor mit separatem, dahinter liegendem Getriebe aus eigener Fertigung geplant. Anstelle des für die Serienfertigung problematischen Gitterrohrrahmens sollte ein von AC konstruierter wannenartiger Monocoque-Plattformrahmen aus geschweißten Stahlblechen treten. Aufgrund dieser Änderungen, neuen Typenzulassungsbestimmungen mit obligatorischen Crashtests und Geldmangel dauerte es schließlich noch sechs weitere Jahre, ehe das Modell von 1979 bis 1985 in einer Stückzahl von 104 Exemplaren, nunmehr umbenannt in AC 3000ME, in Kleinserie produziert wurde.
Bohanna und Stables waren inzwischen seit 1973/74 nicht mehr als Berater für AC tätig und konzentrierten sich auf neue Projekte.
Der braun lackierte Diablo-Prototyp mit dunkelbraun abgesetztem Dach ist heute im Besitz eines englischen AC-Marken-Enthusiasten und Sammlers, das Original-Designmodell im Besitz eines weiteren Mitglieds des AC Owners Clubs.

## Das Modell „BS Nymph“
Hauptartikel: BS Nymph

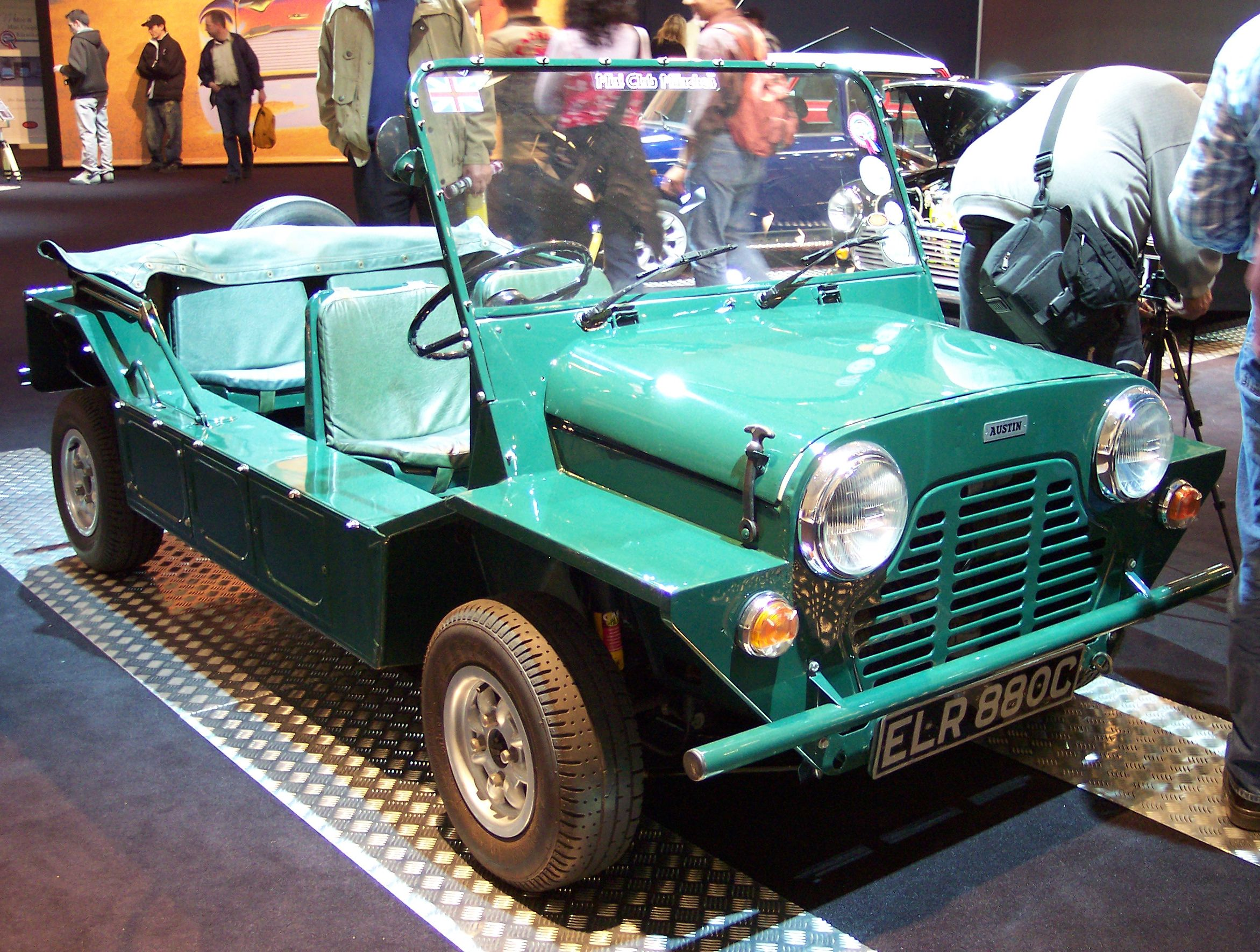
Mini Moke – das Fahrzeug, mit dem der von 1975 bis 1977 gebaute „BS Nymph“ konkurrierte

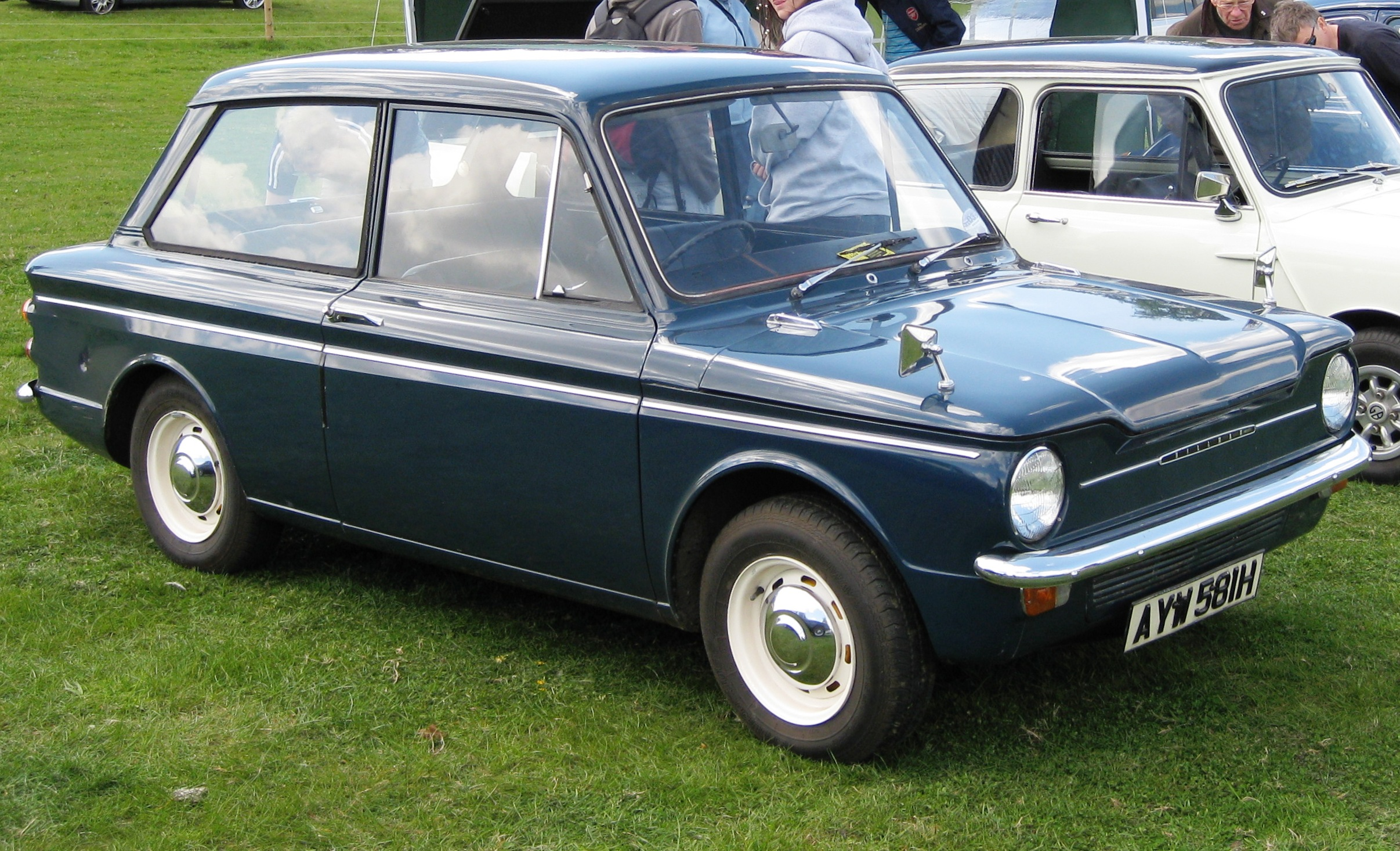
Hillman Imp – das Fahrzeug, das die mechanischen Komponenten für den „BS Nymph“ lieferte

Der BS Nymph entstand ab 1974 als Konzeptstudie eines kleinen, buggy-ähnlichen Freizeitmobils ähnlich dem Mini Moke mit offener, türloser Kunststoffkarosserie und vier Sitzplätzen; er wurde von 1975 bis 1977 in lediglich 42 Exemplaren gebaut, darunter sechs Komplettfahrzeuge, die übrigen als Kit Car. Seine technische Basis stammt vollständig vom Hillman Imp, einem von 1963 bis 1976 gebauten Kleinwagen mit Hinterradantrieb und Vierzylinder-Heckmotor mit 875 cm³ und 40 PS / 29 kW.
Entwicklungsziel war, das leichteste viersitzige Serienfahrzeug seiner Zeit zu bauen. Tatsächlich wog es nur ca. 420 kg. Mit dem Nymph stieg die Bohanna Stables Ltd. – abgekürzt zu BS – 1975 für kurze Zeit zum selbständigen Fahrzeugproduzenten auf.
Zwischenzeitlich hatte Chrysler UK Interesse gezeigt, jährlich etwa 4000 Nymph im Chrysler-Werk in Ryton zu montieren, die vor allem in früheren britischen Kolonien in der Karibik, in Asien und Afrika verkauft werden sollten. Jedoch musste Chrysler UK schließlich auf Druck der amerikanischen Muttergesellschaft, die Produktion des technisch wie optisch als veraltet geltenden Imp 1976 einstellen, noch bevor die Serienfertigung des BS Nymph endgültig aufgenommen worden war. Die Bohanna Stables Ltd. kehrte deshalb zu dem ursprünglichen Plan zurück, das Fahrzeug über Partnerbetriebe selbst herstellen zu lassen und allein zu vermarkten, jedoch blieben die Verkaufszahlen hinter den Erwartungen zurück.

## Weiterer Werdegang
1977 lösten die beiden Gesellschafter die Bohanna Stables Ltd. auf.
Eine Ursache war der ausgebliebene wirtschaftliche Erfolg des Mittelmotor-Coupés Diablo sowie des Freizeitmobils BS Nymph. Weitere Gründe waren die Enttäuschung über die beteiligten etablierten Konzerne wie British Leyland bzw. Chrysler, vor allem aber äußere Umstände: Durch steuerrechtliche Änderungen im Vereinigten Königreich war der ursprüngliche Steuervorteil für den Erwerb von Bausatzfahrzeugen weggefallen. Ferner waren neue verschärfte Zulassungsbestimmungen für Neufahrzeuge eingeführt worden (zum Beispiel Crashtests), die kleinen, unabhängigen Fahrzeugherstellern das Fortbestehen erschwerten, wenn nicht gar unmöglich machten.
Robin Stables trat danach nicht mehr nennenswert in Erscheinung. Peter Bohanna beschäftigte sich weiter mit der Entwicklung von zum Teil Aufsehen erregenden Fahrzeugen:
- 1986 erhielt er von der Basketball-Legende Wilt Chamberlain den Auftrag, auf Basis eines auf über 385 km/h ausgelegten Langstreckenrennwagens der Le-Mans-Prototypen-Klasse einen Supersportwagen zu konzipieren und dessen Bau zu organisieren. So entstand als Einzelstück mit einem Budget von ca. 400.000 $ der Chamberlain Searcher 1 nach Chamberlains eigenen Designvorstellungen mit verlängertem Chassis (wegen Chamberlains Größe von 2,16 m), Karosserie von Bohanna aus glasfaserverstärktem Kunststoff und Aluversteifungen, einem Motor, der 712 PS / 524 kW bei 6750/min leistete, und einem modifizierten, synchronisierten ZF-Getriebe aus einem BMW-M1-Rennwagen.[13]
- Wiederholt war Bohanna in den Bereichen Ausstattung, Spezialeffekte / visuelle Effekte bei Film- und Fernsehproduktionen tätig, insbesondere im Zusammenhang mit speziellen Automobilen, Booten und Science-Fiction-Fahrzeugen, so 1983/84 in der 39-teiligen Fernsehserie Terrahawks, 1984 in dem Film Der Wüstenplanet, 1993 in dem Film Dragon – Die Bruce Lee Story, 1999 in James Bond 007 – Die Welt ist nicht genug, 2002 in James Bond 007 – Stirb an einem anderen Tag und 2004 in Harry Potter und der Gefangene von Askaban.[14][15]